# Rionegro, Santander
Rionegro là một khu tự quản thuộc tỉnh Santander, Colombia. Thủ phủ của khu tự quản Rionegro đóng tại Rionegro Khu tự quản Rionegro có diện tích 1064 ki lô mét vuông. Đến thời điểm ngày 28 tháng 5 năm 2005, khu tự quản Rionegro có dân số 36885 người.